# Bataille de Kokoda
Guerre du Pacifique de la Seconde Guerre mondiale
Batailles
- Buna-Gona
- Kokoda
- Isurava
- 1re Ruisseau Eora – Traversée de Templeton
- Efogi
- Ioribaiwa
- 2e Ruisseau Eora – Traversée de Templeton
- Oivi-Gorari
- Logistique alliée

La bataille de Kokoda consiste en deux engagements s'étant déroulés fin juillet et début août 1942. Faisant partie de la campagne de la piste Kokoda de la Seconde Guerre mondiale, la bataille implique des forces militaires australiennes de la Maroubra Force, soutenues par les États-Unis, combattant les troupes japonaises du détachement des mers du Sud du général du division Tomitarō Horii, qui ont débarqué autour de Buna et Gona en Papouasie à la mi-juillet 1942, avec l'intention de capturer Port Moresby au sud via la route terrestre.

## Affrontements
Le premier engagement a lieu les 28 et 29 juillet 1942 et voit un élément australien de la taille d'une compagnie tenter de tenir le village contre les éléments avancés de la force de débarquement japonaise, qui avancent vers la chaîne Owen Stanley. Lors d'un bref échange de tirs, la compagnie australienne est quasi encerclée avant de se retirer. Le deuxième engagement a lieu un peu plus d'une semaine plus tard entre le 8 et le 10 août, au cours duquel un bataillon australien affaibli lance une attaque depuis Deniki, visant à reprendre Kokoda. Dans le même temps, la principale force japonaise lance également une attaque et les deux parties se s'affrontent de front le long de la piste. Pendant ce temps, des attaques de flanc prennent par surprise la force japonaise, qui a également atteint l'effectif d'un bataillon, et les Australiens prennent brièvement Kokoda et Pirivi à proximité avant d'être forcés de se retirer à Deniki, qui fut le théâtre de nouveaux combats avant la bataille d'Isurava.
Alors que la campagne de la piste Kokoda se poursuit, les Japonais repoussent les Australiens vers Port Moresby, pénétrant jusqu'à la crête Imita, jusqu'à fin septembre et début octobre, lorsque la situation s'inverse et que les Australiens passent à l'offensive. Alors que les Japonais se replient vers le nord pour assumer des opérations défensives afin de consolider leurs têtes de pont sur la côte nord, les Australiens reprennent par la suite Kokoda début novembre 1942.

### Lectures complémentaires
- Dudley McCarthy, South-West Pacific Area – First Year, vol. 5, Canberra, Australian War Memorial, coll. « Australia in the War of 1939–1945. Series 1 – Army », 1959 (OCLC 3134247, lire en ligne)
- Kengoro Tanaka, Operations of the Imperial Japanese Armed Forces in the Papua New Guinea Theater During World War II, Tokyo, Japan, Japan Papua New Guinea Goodwill Society, 1980 (OCLC 9206229)